# Sainsbury's
Sainsbury's (voluit Sainsbury's Supermarkets Ltd) is een Britse supermarktketen, behorend tot het bedrijf J. Sainsbury plc. Met een marktaandeel van 17,7% is het de op een na grootste supermarktketen van het Verenigd Koninkrijk. Het hoofdkantoor van de keten bevindt zich in Londen.
Het moederbedrijf J. Sainsbury plc is opgenomen in de FTSE 100 aan de London Stock Exchange. Het bedrijf heeft een gebroken boekjaar dat loopt tot ongeveer 11 maart.

## Geschiedenis
De supermarktketen is opgericht in 1869 door John James Sainsbury. Tussen 1922 en 1995 was Sainsbury's het grootste detailhandelsbedrijf van het land. Het was een pionier in de zelfbedieningsformule.
In april 2018 werd een fusie bekendgemaakt van de Britse supermarkt Asda en Sainsbury's. Het gecombineerde bedrijf zou een jaaromzet krijgen van 58 miljard euro en telde in totaal zo'n 2800 vestigingen. Het marktaandeel van de twee zou 31,4% worden en daarmee net iets groter dan Tesco. Sainsbury’s en Asda stonden destijds op de 2e en 3e plaats, na Tesco. Eind april 2019 blokkeerde de Britse toezichthouder Competition and Markets Authority (CMA) de fusie. Het CMA voerde als argumenten aan dat samengaan zou leiden tot hogere prijzen een ook voor minder keuzemogelijkheden voor de consumenten.

## Activiteiten
In 2020 behaalde J. Sainsbury plc een omzet van 29 miljard pond met de verkoop van food en non-food producten in de supermarkten en andere winkels, zoals Argos en Habitat. Een heel klein deel van de omzet en winst werd gerealiseerd met de financiële diensten en op de onroerend goed portefeuille. Het telde 189.000 medewerkers, vanwie twee derde in deeltijd werkzaam was.

## Reclames
John Cleese werkte eind jaren negentig mee aan een aantal reclamecampagnes voor Sainsbury's. Een van de reclamefilmpjes, onderdeel van de campagne Value to Shout About, werd in een peiling van het tijdschrift Marketing in 1999 verkozen tot de meest irritante reclame van het voorgaande jaar. De campagne was geen succes en werd in maart 1999 stopgezet.
Aberdeen Asset Management · Admiral Group · Aggreko · AMEC · Anglo American · Antofagasta · ARM Holdings · Associated British Foods · AstraZeneca · Aviva · Babcock International · BAE Systems · Barclays · BG Group · BHP Billiton · BP · British American Tobacco · British Land Company · Sky · BT Group · Bunzl · Burberry · Capita Group · Carnival · Centrica · Compass Group · CRH · Croda International · Diageo · easyJet · Eurasian Natural Resources Corporation · Experian · Fresnillo · G4S · GKN · GlaxoSmithKline · Glencore · Hammerson · Hargreaves Lansdown · HSBC · IMI · Imperial Brands · International Airlines Group · InterContinental Hotels Group · Intertek Group · ITV · Johnson Matthey · Kingfisher · Land Securities Group · Legal & General · Lloyds Banking Group · London Stock Exchange Group · Marks & Spencer · Meggitt · Melrose · Wm Morrison Supermarkets · National Grid · Next · Old Mutual · Pearson · Persimmon · Petrofac · Prudential · Randgold Resources · Reckitt Benckiser · RELX · Resolution · Rexam · Rio Tinto Group · Rolls-Royce Group · Royal Bank of Scotland Group · RSA Insurance Group · SABMiller · Sage Group · J Sainsbury · Schroders · Scottish and Southern Energy · Serco Group · Severn Trent · Shell · Shire · Smith & Nephew · Smiths Group · Standard Chartered · Standard Life · Tate & Lyle · Tesco · Travis Perkins · TUI Travel · Tullow Oil · Unilever · United Utilities · Vedanta Resources · Vodafone · Weir Group · Whitbread · William Hill · Wolseley · Wood Group · WPP Group